# وداعا وداعا يا حب (أغنية)

وداعا وداعا يا حب أغنية شهيرة كتبها فيليس وبودلو براينت وصدرت في عام 1957. كان الثنائي «إيفرلي براذرز the Everly Brothers» أول من غناها، وصعدت إلى المرتبة الثانية على قائمة بيلبورد البوب الأمريكي، والمرتبة الأولى على قوائم أفضل المبيعات في «كاش بوكس». لاقت أيضًا نجاحًا كبيرًا كأغنية ريفية، حيث صعدت إلى المرتبة الأولى في ربيع عام 1957. احتلت نسخة الأغنية بصوت «إيفرلي براذرز» المركز  210 في قائمة مجلة رولينج ستون «أعظم 500 أغنية في كل العصور». كانت هذه أول أغنية يؤديها بول مكارتني (نجم فريق البيتلز فيما بعد) مباشرة على خشبة المسرح، مع شقيقه مايك في معسكر عطلة في فيلي، شمال يوركشاير. كانت أغنية «وداعاً يا حب» ضمن قائمة أغاني فريق «روري ستورم والهاريكانز»، الذي اشتهر في الخمسينات والستينات من القرن الماضي وضم في تشكيله قارع الطبول «رينجو ستار» الذي انتقل فيما بعد إلى فريق البيتلز، ولفريق روري ستورم والهاريكانز نسخة حية من «وداعاً يا حب» تم تسجيلها من على المسرح عام 1960، وصدرت في عام 2012 ضمن ألبوم «تسجيل حي في الجيف هايف مارس 1960». قام فريق البيتلز بأداء «وداعاً يا حب» أثناء جلسات تسجيل ألبوم «فليكن Let it be» في عام 1969. قام جورج هاريسون بأداء «وداعاً يا حب» ضمن ألبومه عام 1974 «الحصان الأسود Dark Horse».
لم تكن مقدمة الأغنية بعزف منفرد للجيتار في الأصل جزءًا من الأغنية، ولكنها كانت شيئًا ابتكره دون إيفرلي وتم وضعه في البداية.

سيمون آند جارفنكل 1970

## نسخة سيمون آند جارفنكل
قام الثنائي الأمريكي سيمون أند جارفنكل بضم أغنية «وداعاً وداعاً يا حب» إلى ألبومهم لعام 1970 «جسر فوق الماء العكر». كان الفريق وبعد تصوير فيلم «كاتش 22» في أكتوبر، بدأ جولة تتضمن عدة مدن، كان أولها في أميس بولاية أيوا، وتم تسجيل الحفلة متضمنةً أغنية «وداعاً وداعاً يا حب» مدعومة بتصفيق الجمهور، وأعجب الثنائي بصوت الغناء الحي على المسرح مع تصفيق الجمهور، بينما لم يكن مناسباً للصدور على ألبومهم، ولهذا أعادوا التسجيل من حفلة أخرى أثناء نفس الجولة، وأحبوا المحاولة الثانية وتم تضمينها في ألبوم «جسر فوق الماء العكر». انتهى الجزء الأمريكي من الجولة في قاعة كارنيجي، والتي كانت مقاعدها مباعة بالكامل، في 27 نوفمبر، وبعد ثلاثة أيام، تم بث تسجيل الجولة في برنامج الثنائي الخاص «أغاني أمريكا Songs of America» على محطة سي بي اس لمرة واحدة فقط في 30 نوفمبر 1969، وبعد ذلك تم حظر هذا التسجيل. كتب تشارلز جرودين في سيرته الذاتية عام 1989، أن شركة «ايه تي آند تي» راعية العروض قد أزالت اسمها من العرض لأنه كانت الحفلا تتضمن موضوعًا قويًا ضد حرب فيتنام، وبعد العديد من رسائل المعجبين التي تشير إلى أنهم لا يتدخلون في السياسة ولكنهم ببساطة يستمرون في الاستمتاع بالموسيقى، لم يصدر الثنائي أي عروض تلفزيونية خاصة مماثلة. أصبحت أغنية «وداعاً وداعاً يا حب»  أغنية وداع وعلامة لطريق جديدة في الغناء. أشاد بيتر أميس كارلين بالأغنية بصوت الثنائي بسبب "متعة صوت الانسجام الوثيق".  

## نسخة جورج هاريسون
سجل جورج هاريسون نسخته من أغنية «وداعاً وداعاً، يا حب» في عام 1974، ضمن ألبومه «الحصان الأسود Dark Horse» بالإضافة إلى إدخال فاصلة بعد وداعاُ وداعاُ في عنوان الأغنية، كتب هاريسون كلمات إضافية وخط لحن مختلف جذريًا. يصف المؤلف كريس إنجام نسخة هاريسون بأنها «تمت إعادة تكوين الأغنية في مفتاح ثانوي ويضم كلمات مخصصة بشكل واضح». كانت الكلمات الجديدة في إشارة إلى أن زوجة هاريسون «باتي بويد» تركته لصديقهما المشترك إريك كلابتون.
لقد ذهبت امرأتي، مع من تعرفونه There goes our lady, with a-you-know-who
أتمنى أن تكون سعيدة، وكلابر العجوز أيضًا I hope she's happy, old Clapper too (قد استبدل اسم كلابتون بوضع اسم كلابر العجوز)
كان لدينا إيقاع جيد (وجيتار منزلق صغير) حتى تدخلت We had good rhythm (and a little slide) till she stepped in
قدم لي معروفا، وها أنا... ألقيت بهما بعيداً Did me a favour, I ... threw them both out   

## نسخ أخرى للأغنية

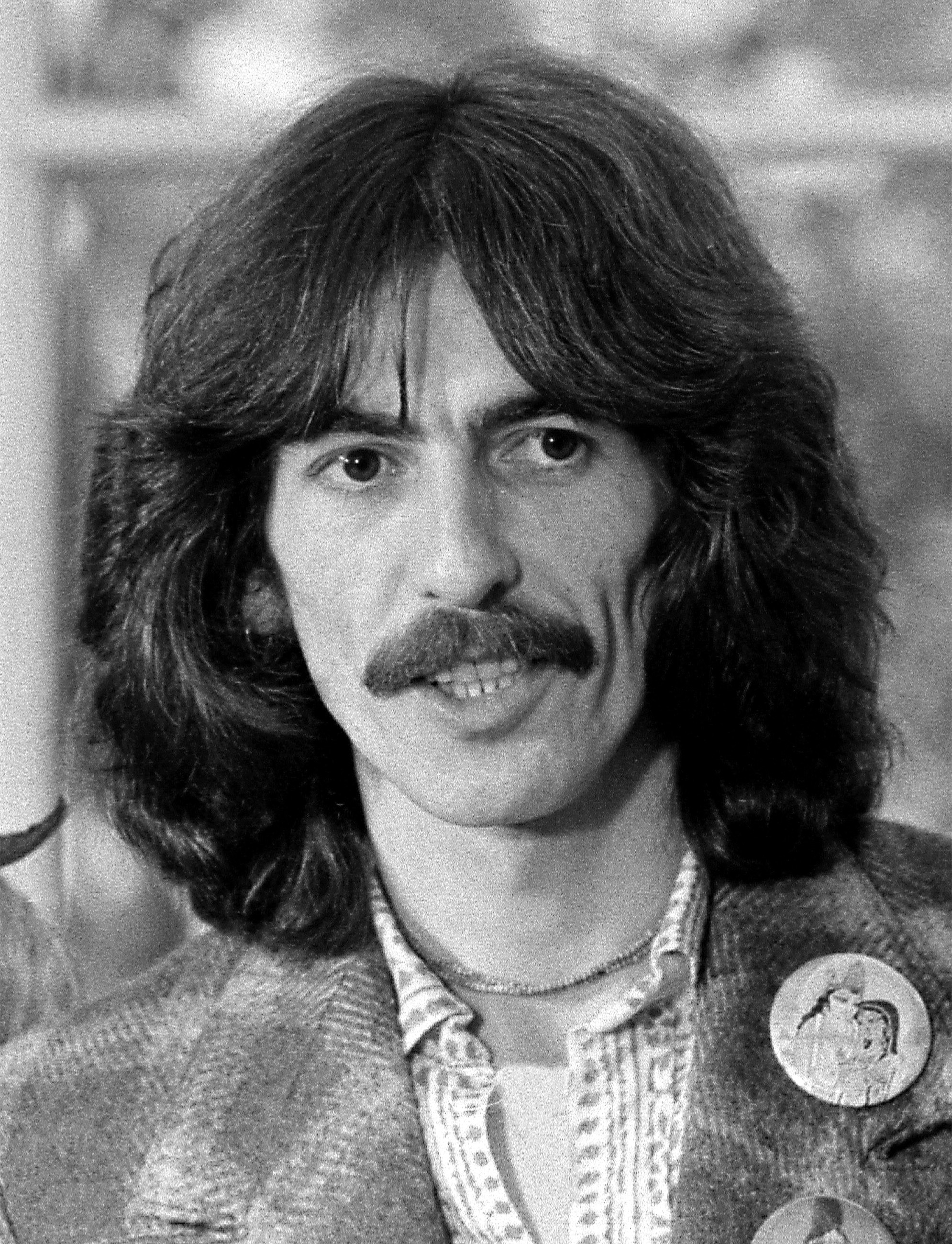
جورج هاريسون 1974

تزامن نجاح فريق «إيفرلي براذرز» لأغنية «وداعاً وداعاً يا حب» بإسلوب موسيقى الكونتري، ظهور نسخة أخرى بإسلوب الكونتري أيضاً للمغني ويب بيرس Webb Pierce الذي كان أحد أفضل فناني هذا الأسلوب. وصلت نسخة بيرس إلى المركز السابع على قائمة بيلبورد لأفضل أغنية كونتري اند ويسترن يبثها منسقي الأغاني، والمركز الثامن لأفضل مبيعات.
قدم الأغنية عدد 185 فنان كان من ضمنهم:
روري بلاكويل في المملكة المتحدة عام 1957.
راي تشارلز عام 1962، ضمن ألبوم الأصوات الحديثة في موسيقى الريف والموسيقى الغربية.
الفريق المكسيكي هرمانوس كاريون قدم النسخة الإسبانية «اديوس اديوس أمور».
الثنائي كونواي تويتي ولوريتا لين قدم نسخته عام 1973.
قدم فيلم «كل هذا الجاز» نسخة بأصوات أبطال الفيلم روي شيدر وبن فيرين عام 1979.
نسخة دافيد ليندلاي عام 1981.
قدمت مغنية الأغاني الريفية الأمريكية ليسي دالتون نسختها عام 1992، لتظهر على قوائم أفضل الأغاني في كندا.
قدم فريق البروكلايمرز نسخته عام 1995.
قدمتها مادلين بيرو على ألبومها الغرفة الزرقاء عام 2013.
 قام ليفينجستون تايلور أيضًا بعمل نسخة من الأغنية لألبومه البيت الآمن عام 2017.

## كلمات الأغنية
وداعاً وداعاً يا حب Bye bye, love
وداعاً للسعادة Bye bye, happiness
مرحبا بالوحدة Hello, loneliness
أعتقد أنني سأبدأ بالبكاء I think I'm gonna cry
وداعاً وداعاً يا حب Bye bye, love
وداعا للعناق الحلو Bye bye, sweet caress
مرحباً بالفراغ Hello, emptiness
أشعر وكأنني يمكن أن أموت I feel like I could die
وداعاً حبيبي وداعاً Bye bye, my love, goodbye
ها قد رحلت صغيرتي There goes my baby
مع شخص جديد With someone new
هي بالتأكيد تبدو سعيدة She sure looks happy
أنا متأكد من أنني حزين I sure am blue
كانت حبيبتي She was my baby
حتى ظهر Till he stepped in
وداعاً للرومانسية Goodbye to romance
التي ربما كانت لدي That might have been
وداعاً وداعاً يا حب Bye bye, love
لقد انتهيت من الرومانسية I'm through with romance
لقد انتهيت من الحب I'm through with love
لقد انتهيت من عد I'm through with counting
نجوم السماء The stars above
وهذا هو السبب And here's the reason
أنا حر جداً That I'm so free
صغيرتي الحبيبة My loving baby
قد رحلت عني Is through with me
وداعاً وداعاً يا حب Bye bye, love

## وصلات خارجية
https://www.youtube.com/watch?v=SQng5AvYbR0 وداعا وداعا يا حب (أغنية)
https://www.youtube.com/watch?v=cEIFPcW5V98 وداعا وداعا يا حب (أغنية)
https://www.youtube.com/watch?v=OTkuNm_ZxU0 وداعا وداعا يا حب (أغنية)
https://www.songfacts.com/facts/the-everly-brothers/bye-bye-love وداعا وداعا يا حب (أغنية)